# Tomáš Spurný
Tomáš Spurný (* 1965) je český etnomuzikolog, folklorista, muzikolog, klavírista a klavírní pedagog, sbormistr a varhaník. Syn Vojtěcha Hrubého, učitele na dudy v ZUŠ ve Strakonicích. Je bratrem Vojtěcha Spurného.
Vystudoval konzervatoř v Praze (klavír, klarinet) a při tom soukromě dudy. Po absolutoriu byl přijat na FFUK, obor hudební věda. Zde se zaměřil na etnomuzikologii a folkloristiku. Studium zakončil diplomovou prací Německá lidová instrumentální hudba Šumavy v roce 1993.Po dvouleté civilní službě v Muzeu středního Pootaví ve Strakonicích pracoval od roku 1995 do poloviny roku 2000 v Ústavu pro etnografii a folkloristiku Akademie věd České republiky na společném grantu s Německým archivem pro lidovou píseň ve Freiburgu. Publikoval několik hesel o problematice německé lidové hudby v Čechách do našich i zahraničních encyklopedií, podílel se na dvou česko-německých etnomuzikologických konferencích a vedl sympozia při Mezinárodních dudáckých festivalech ve Strakonicích. V letech 1999 – 2005 vyučoval na ZUŠ v Písku. Žije v Německu.
Věnuje se rekonstrukcím starých zápisů dudáckých muzik z oblastí české i německé Šumavy, Chodska a Chebska. Zabývá se také oživením hry na hackbrett a tradičního instrumentálního obsazení hackbretové muziky, která pocházela z německé jazykové oblasti z Chrobol u Prachatic. Je uměleckým vedoucím Pošumavské dudáckácké muziky (Die Böhmerwald-Dudelsackmusik).

## Doplnění národopisných sbírek
- Lidová hudba Němců v českých zemích. (Volksmusik der Deutschen in den böhmischen Ländern) - heslo pro národopisnou encyklopedii Čech, Moravy a Slezska.
- Ländler - heslo pro národopisnou encyklopedii Čech, Moravy a Slezska.
- Čtyřverší (Schnaderhüpfel) - heslo pro národopisnou encyklopedii Čech, Moravy a Slezska.
- Dr. Gustav Jungbauer - heslo pro Lexikon německé hudební kultury Čech, Moravy, Sudet a Slezska. (Mnichov 2000)
- Volkslied (Lidová píseň) - heslo pro Lexikon německé hudební kultury Čech, Moravy, Sudet a Slezska. (Mnichov 2000)
- Volksliedsammlungen (Sbírky lidových písní) - heslo pro Lexikon německé hudební kultury Čech, Moravy, Sudet a Slezska. (Mnichov 2000)
- Volkstanz (Lidový tanec) - heslo pro Lexikon německé hudební kultury Čech, Moravy, Sudet a Slezska. (Mnichov 2000)

## Dílo
- Německá lidová hudba Šumavy (magisterská práce Praha 1993)

- Německá lidová hudba v českých zemích. (Deutsche Volksmusik in den böhmischen Ländern.) (Český lid 84, 1997, Str.291 - 308)
- Nacionalismus a regionalismus v lidové hudbě a etnomuzikologii. (Nationalismus und Regionalismus in der Volksmusik und in der Ethnomusikologie.) - Zpráva z konference, (Český lid 84, 1997, Str. 78 – 81)
- Zpráva z Mezinárodního dudáckého sympozia na téma „Dudy a tanec“, (Bericht über das internationale Dudelsacksymposium über das Thema „Dudelsack und Tanz“.) Český lid 84, 1997, Str. 243-245.
- K problematice zvukové rekonstrukce chebské lidové hudby ve sbírce „České národní zpěvy a tance“ Tomáše Antonína Kunze. (Zur Problematik der Klangrekonstruktion der egerländer Volksmusik aus der Sammlung „Böhmische Nationalgesänge und Tänze“ von Thomas Anton Kunz.) (Český lid, 86, 1999, Str. 15 – 36.)

- Takzvaná Pražská sbírka (1894 – 1942) a její historie (Die sogenannte Prager-Sammlung  (1894 – 1942) und ihre Geschichte) - Ostbayerische Grenzmarken.
- Ke zvukové rekonstrukci chebského notového rukopisu Antona Kohla (Zur Klangrekonstruktion der Egerländer Notenhandschrift von Anton Kohl) - Mezinárodní dudácké sympozium ve Strakonicích (1999).
- Lidové písně ze severních Čech ve sbírce Adolfa Königa. Notové zápisy a dokumenty jednoho libereckého sběratele lidových písní z let 1904 – 1934 (Nordböhmische Volkslieder aus der Sammlung von Adolf König. Notenaufzeichungen und Dokumente eines Reichenberger Volksliedersammlers aus den Jahren 1904 – 1934) - Pasovské studie o folklóru, Band 18. (Pasov 2000)
- Lidová hudba Šumavy. (Volksmusik im Böhmerwald)
- Mongrafie pro publikace „Šumava – přiroda, historie, život. Nakladatelství Baset, Praha 2003. (Eine Monographie für die Publikation „Böhmerwald – Natur, Geschichte und Volkleben“. Baset-Verlag, Prag 2003.)
- Joseph Wolfram – ein deutschböhmischer Komponist zwischen Prag, Teplitz-Schönau, Dresden und Berlin zu Webers und Spohrs Zeit. (Joseph Wolfram – českoněmecký skladatel mezi Prahou, Teplicemi, Drážďanami a Berlínem v době Weberově a Spohrově.) - Studie pro sympozium a sborník „Musikkulturelle Wechselbeziehungen zwischen Böhmen und Sachsen“ – Hudebněkulturní vztahy mezi Čechami a Saskem - , Pfau 2007.
- Čtyřverší v české lidové hudbě (Schnaderhüpfel oder Vierzeiler in der tschechischen Volksmusik.) - Studie pro sborník „Dableckt“. Gsangl – Gstanzl – Schnaderhüpfl.“ Mnichov 2009
- Několik poznámek k chodské a chebské lidové hudební kultuře a její interpretaci. (Bemerkungen zu der chodengauer und egerländer Volksmusikkultur und ihrer Interpretation.) Národopisná revue Brno 2017.
- Staroselské kousky, neboli do kolečka (2018) – edice rukopisu lidových písní z Chebska od Antona Kohla